# 玛丽亚·桑托斯·戈罗斯蒂埃塔·萨拉萨尔
玛丽亚·桑托斯·戈罗斯蒂埃塔·萨拉萨尔（西班牙語：María Santos Gorrostieta Salazar，1976年—2012年11月），女，墨西哥米却肯州蒂基切奥前市长，因为在任期間严厉打击贩毒而被墨西哥媒体稱为“21世纪女英雄”，后于2012年11月遭虐殺棄屍，殁年36歲。此案在墨西哥社會引起了巨大反响。

## 生平
她生于1976年。早年自米却肯州莫雷利亚的一所大学的医学专业毕业。2008年，她当选蒂基切奥市长，并任职至2011年。其间，她从革命制度党转投左翼的民主革命党。
2009年1月，她的丈夫何塞·桑切斯·查韦斯被一伙武装分子袭击，但成功逃脱。同年10月，她和丈夫在埃尔利莫内（El Limone）开车时，遭到袭击。她的丈夫因遭枪击受伤而于当天身亡，她本人则被送往莫雷利亚的医院经抢救生还。
2010年1月23日，她再度遭到手持冲锋枪的男子们袭击，这次袭击发生在阿尔塔米拉诺城，当时她正在赴市政厅参加活动的路上。她遭三个歹徒殴打并遭到枪击而受重伤，此后不得不使用结肠造瘘袋。她说她的创伤使她不断遭受痛苦。丈夫死后，她再婚，并力图争取墨西哥联邦议会的议席，但未能成功。
此后，她仍坚持积极打击毒品犯罪，并称“我是三个孩子的母亲，我要为他们树立榜样。我时常想起我的丈夫——这三个孩子的父亲，是他教会了我存在的价值并为之战斗。”为揭露贩毒势力的残暴，她公开展示自己身体上的累累伤痕。
2012年11月12日，她在开车送女儿赴莫雷利亚上学的路上被歹徒拦下，经她哀告，歹徒当场放走了其女儿，她本人则被歹徒绑架。11月17日，奎采奥（Cuitzeo）的圣胡安塔拉拉梅奥（San Juan Tararameo）的农场工人们在去上班的路上在一块叫埃尔丘帕德罗（El Chupadero）的地头的公路边发现了她的遗体。她的手腕与脚踝均被绳子捆着，生前曾遭毒打、刀刺、火烧。11月18日，她的遗体被家人辨认出来。米却肯州州长称，这无疑是有组织犯罪。
她的死亡在墨西哥引起了巨大反响。

## 家庭
- 第一任丈夫：何塞·桑切斯·查韦斯（José Sánchez Chávez），2009年遭到武裝分子槍擊死亡。夫妻二人育有一女两子。
- 第二任丈夫：尼雷奥·帕蒂尼奧·德尔加多（Nereo Patiño Delgado）。[3]